# Mikołaj Świderski

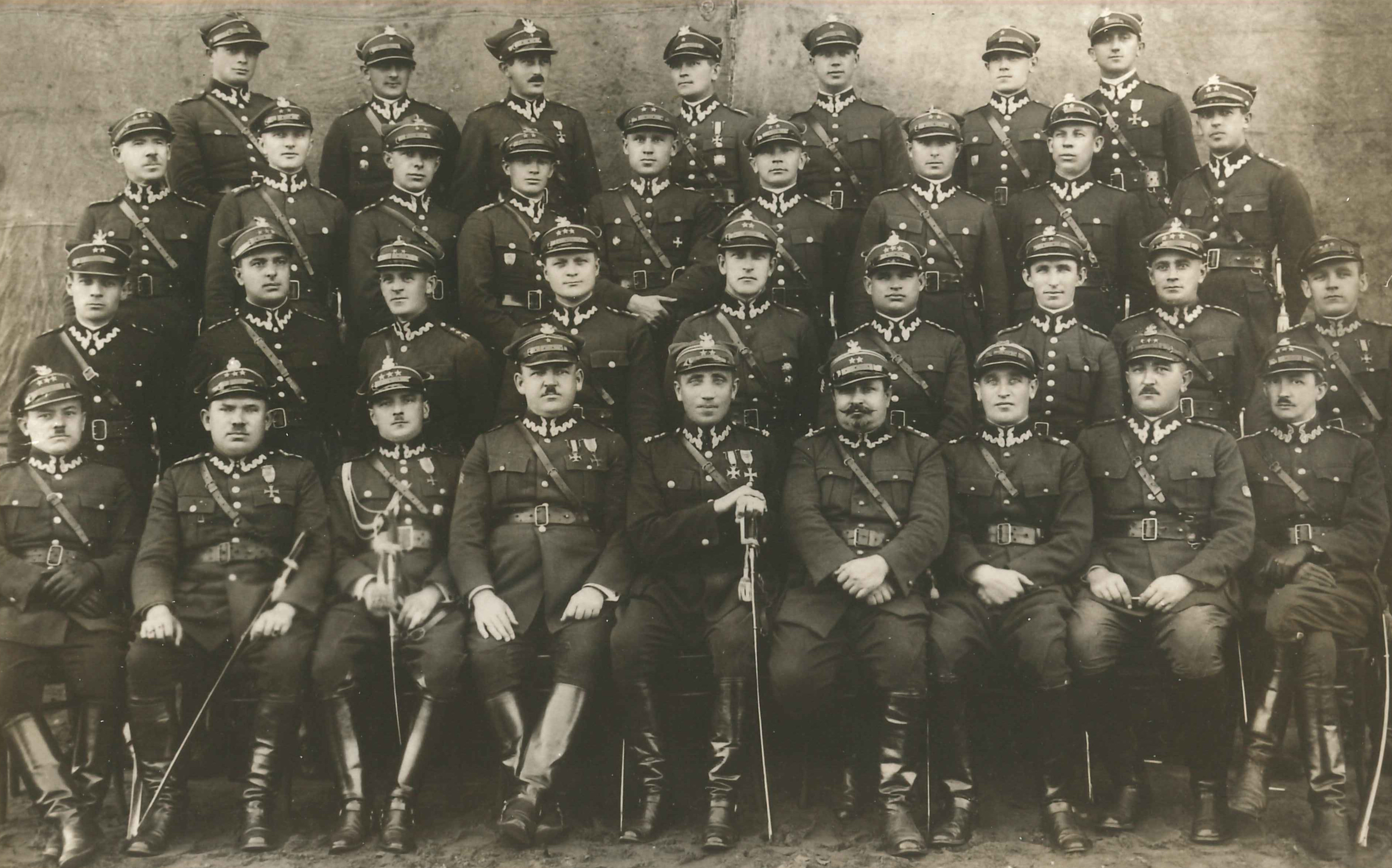
Kadra oficerska 14 pułku piechoty w II połowie 1928 roku. Od prawej siedzą: kpt. Stanisław Pietrzyk, kpt. Emil Zawisza, mjr Julian Czubryt, ppłk lek. Ewaryst Wąsowski, ppłk Ignacy Misiąg, mjr Mikołaj Świderski, kpt. Stanisław Trojan, kpt. Ludwik Wlazełko i kpt. Józef Tkaczyk.

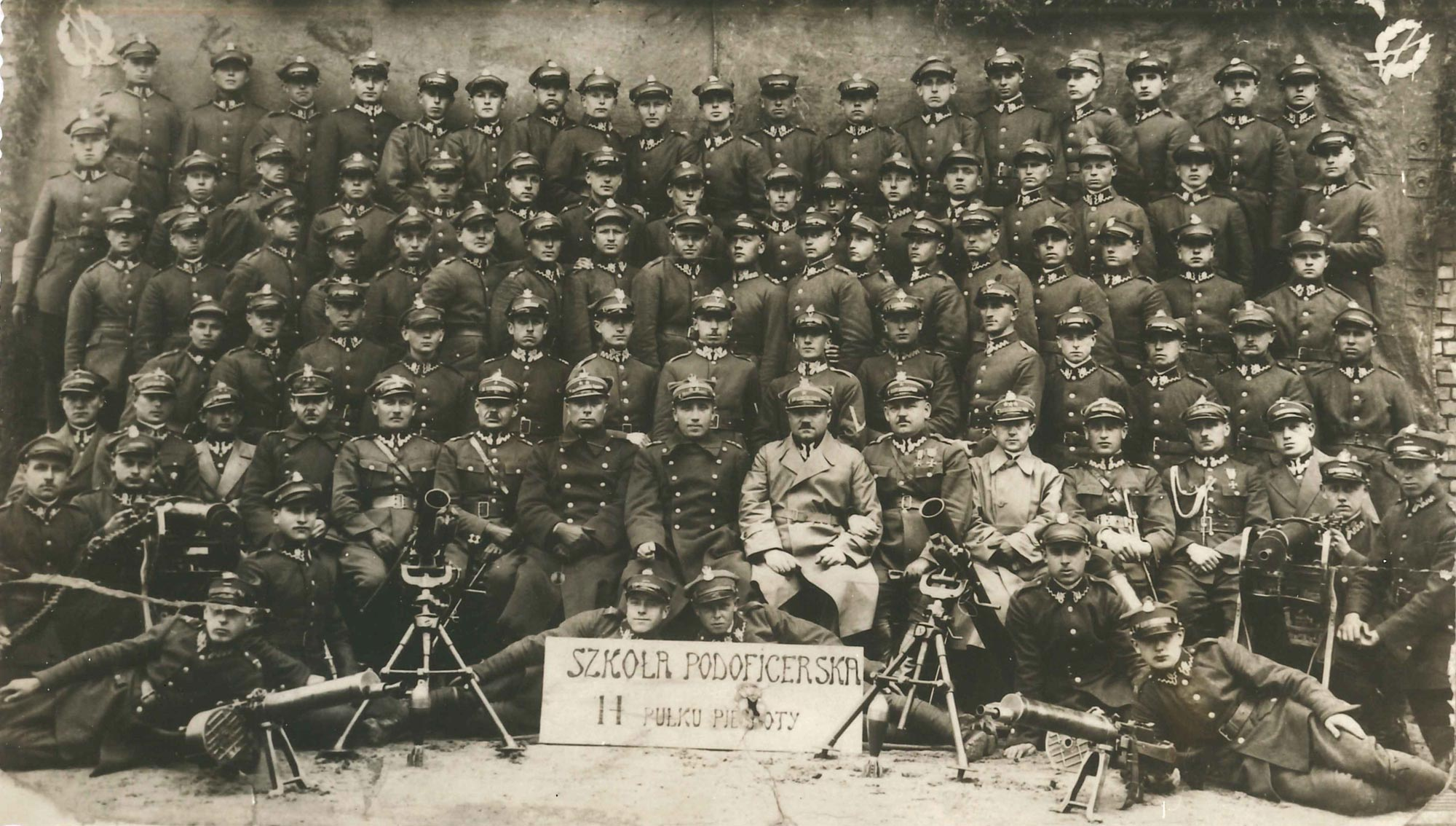
Szkoła podoficerska 14 pp w 1928 roku. W środku siedzi ppłk Ignacy Misiąg, na lewo od niego ppłk Franciszek Sudoł. Od prawej siedzą: ppor. Jan Herman, kpt. Stanisław Trojan, mjr Julian Czubryt, ks. kpt. Stanisław Murasik, mjr Mikołaj Świderski, mjr NN.

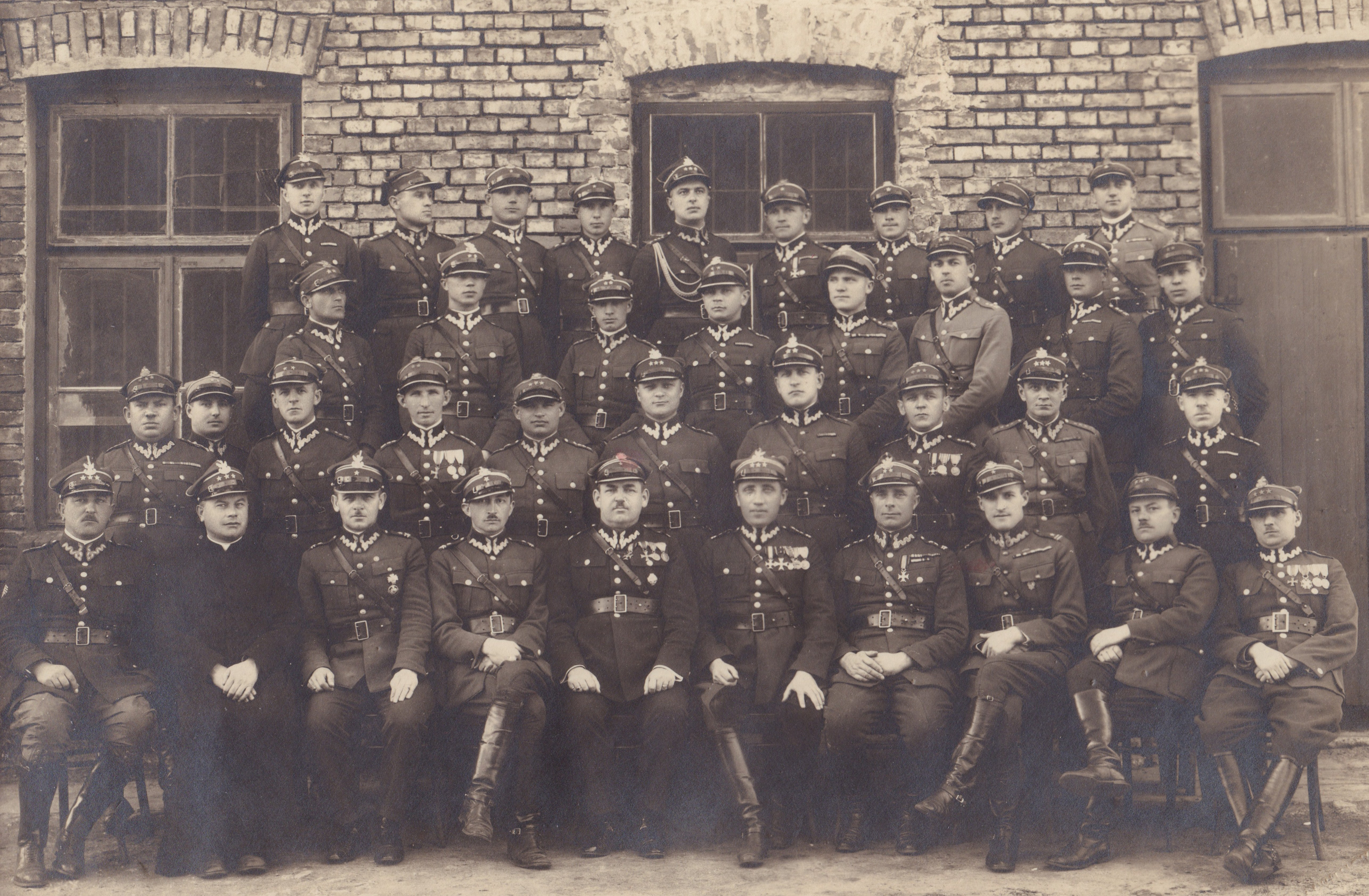
Korpus oficerski 14 pp w I kwartale 1930. W I rzędzie siedzą od lewej: kpt. Emil Zawisza, ks. kpt. Antoni Kosiba, mjr Aleksander Zabłocki, mjr Stanisław Pietrzyk, mjr Mikołaj Świderski, płk Ignacy Misiąg, ppłk Franciszek Sudoł, mjr Aleksander Fiszer, kpt. Józef Tkaczyk i kpt. Stanisław Trojan.

Mikołaj Świderski (ur. 26 września 1888 w Putiatyńcach, zm. wiosną 1940 w Kijowie) – major piechoty Wojska Polskiego, kawaler Orderu Virtuti Militari, ofiara zbrodni katyńskiej.

## Życiorys
Urodził się 26 września 1888 r. w Putiatyńcach (powiat rohatyński). Był synem Jana, powstańca styczniowego, i Malwiny Billik. Ukończył szkołę powszechną w Rohatynie, następnie szkołę realną w Stanisławowie (maturę zdał w 1907 r.), po czym przez dwa lata studiował na Politechnice Lwowskiej. Z powodów finansowych przerwał naukę i wyjechał do Myszkowa (powiat Zaleszczyki), a następnie do Kopyczyniec, gdzie przeprowadzał parcelacje dla tamtejszego Banku dla Ziemian. Od 1 września 1911 r. do 1 maja 1912 r. pracował we lwowskim Namiestnictwie przy regulacji górskich rzek i potoków, po czym podjął pracę w Borszczowie. Odbył jednoroczną służbę wojskową we Lwowie - w 15 pułku piechoty c. i k. Armii (w okresie od 1 października 1912 r. do 1 października 1913 r.), w trakcie której ukończył szkołę oficerską przy 30 pułku piechoty. Do wybuchu I wojny światowej pracował w Jarosławiu, gdzie otrzymał posadę przy Sekcji Konserwacji Dróg Kolejowych. Po wybuchu I wojny światowej został wcielony (w dniu 1 sierpnia 1914 r.), jako kadet rezerwy, do armii austriackiej i uczestniczył w walkach na frontach rosyjskim, włoskim i rumuńskim. Dwukrotnie ranny podczas walk we Włoszech: w 1915 r. pod Monte Sabotino i w 1916 r. pod Monte Falcone. Do stopnia podporucznika został awansowany w maju 1915 roku, a do rangi porucznika w lipcu 1917 roku. Przez okres 10 miesięcy był również instruktorem w Sokolich Drużynach Bojowych. Służbę w c. i k. armii zakończył w dniu 1 listopada 1918 roku . 
Po odzyskaniu przez Polskę niepodległości wstąpił (bezpośrednio po powrocie z Odessy), w dniu 27 grudnia 1918 roku, do Wojska Polskiego. Przydzielony został do Legii Oficerskiej w Przemyślu. Następnie służył w 14 pułku piechoty jako dowódca kompanii i batalionu podczas wojen polsko-ukraińskiej i polsko-bolszewickiej 1919–1921. Jako dowódca III batalionu 14 pp odznaczył się szczególnie podczas ofensywy na Kijów, kiedy to w dniu 25 kwietnia 1920 r. na czele swych żołnierzy uderzył na dworzec kolejowy w Korosteniu i zajął go. Na mocy dekretu Naczelnego Wodza Wojska Polskiego z dnia 19 sierpnia 1920 r. został zatwierdzony z dniem 1 kwietnia 1920 roku w stopniu kapitana w piechocie. Za męstwo wykazane w walkach odznaczony został Krzyżem Srebrnym Orderu Virtuti Militari nr 4617 („za udział w walkach w składzie 14 pp”) oraz Krzyżem Walecznych. 
Na dzień 1 czerwca 1921 r. pozostając w randze kapitana nadal pełnił służbę w 14 pułku piechoty stacjonującym w garnizonie Włocławek. Dekretem Naczelnika Państwa i Wodza Naczelnego z dnia 3 maja 1922 r. (dekret L. 19400/O.V.) został zweryfikowany w tymże stopniu (kapitana), ze starszeństwem z dniem 1 czerwca 1919 r. i 326. lokatą w korpusie oficerów piechoty. W dniu 10 lipca 1922 r. został zatwierdzony w obsadzie dowódców batalionów i dowódców kadr 14 pułku piechoty. Podczas służby w 14 pp pełnił, w roku 1923, obowiązki dowódcy II batalionu. Zajmował w tym czasie 274. lokatę na liście starszeństwa kapitanów piechoty. Do stopnia majora piechoty został awansowany ze starszeństwem z dniem 1 lipca 1923 roku. W roku następnym (1924) piastował już stanowisko dowódcy II batalionu 14 pułku piechoty i zajmował 98. lokatę wśród majorów korpusu piechoty w swoim starszeństwie. W marcu 1926 roku ogłoszono zatwierdzenie mjr. Świderskiego, przez Ministra Spraw Wojskowych, jako oficera Przysposobienia Wojskowego w 14 pp. Na tym stanowisku oceniany był przez gen. dyw. Władysława Junga, podczas inspekcji przeprowadzonej w dniach 3–4 lutego 1927 r. („oficer PW mjr Mikołaj Świderski, bardzo dobry oficer bojowy i z zakresu swojej działalności, rzutki, ale nie grzeszący zbytnią inteligencją”). Z dniem 22 października 1927 r. został przeniesiony służbowo na X-ty normalny 2-miesięczny kurs do Centralnej Szkoły Strzelniczej w Toruniu. W roku 1928 pełnił funkcję komendanta obwodowego Przysposobienia Wojskowego we Włocławku, zajmując w tym czasie 88. lokatę wśród majorów piechoty ze swego starszeństwa. Był jednym z najbardziej zasłużonych, na polu prowadzenia i poszerzania działalności PW i WF, oficerów 14 pułku piechoty (razem z ppłk./płk. Ignacym Misiągiem, ppłk. Franciszkiem Sudołem i mjr. Aleksandrem Zabłockim). 
Przez generała Junga opiniowany był również w dniu 22 marca 1928 r. i uznany za oficera taktycznie jeszcze nie bardzo wyrobionego na stanowisku służbowym, dla którego pożądanym było by przesunięcie ze stanowiska oficera PW pułku na stanowisko liniowe. Z kolei opinia gen. Junga z dnia 30 czerwca 1928 r. (wystawiona po ćwiczeniach aplikacyjnych 4 DP w terenie) określała go jako „taktycznie zupełnie dobrego - nadającego się na zastępcę dowódcy pułku”. W tym samym dniu generał Jung napisał o mjr. Świderskim: „Oficer PW 14 pp - bardzo dobry oficer, również pod względem taktycznym zupełnie dobry. Nadaje się na zastępcę dowódcy pułku”. 
W dniu 6 lipca 1929 r. ogłoszono przesunięcie mjr. Świderskiego ze stanowiska obwodowego komendanta PW na stanowisko kwatermistrza 14 pułku piechoty. Podczas swej służby we Włocławku był członkiem Związku Strzeleckiego, Polskiego Białego Krzyża oraz Ligi Obrony Powietrznej i Przeciwgazowej (do 1930 r. piastował funkcję członka zarządu koła LOPP we Włocławku).
Dnia 31 marca 1930 roku opublikowano zarządzenie o przeniesieniu mjr. Świderskiego do Powiatowej Komendy Uzupełnień Sambor, na stanowisko kierownika I referatu. Samo przeniesienie nastąpiło już w kwietniu 1930 roku. W tym samym roku zajmował 53. lokatę łączną wśród majorów piechoty (była to jednocześnie 40. lokata w swoim starszeństwie). W dniu 28 stycznia 1931 r. ogłoszono jego przesunięcie na stanowisko komendanta PKU Sambor. W roku 1932 zajmował 18. lokatę pośród majorów piechoty w swoim starszeństwie, pozostając nadal na stanowisku komendanta Powiatowej Komendy Uzupełnień w Samborze. W Dzienniku Personalnym Ministerstwa Spraw Wojskowych z dnia 15 listopada 1932 r. opublikowano zarządzenie o zwolnieniu majora Świderskiego z zajmowanego stanowiska, z pozostawieniem bez przynależności służbowej i oddaniem do dyspozycji dowódcy Okręgu Korpusu Nr X w Przemyślu. Z dniem 30 kwietnia 1933 r. został przeniesiony z dyspozycji dowódcy OK Nr X w stan spoczynku. 
W roku 1934 jako major w stanie spoczynku zajmował 12. lokatę w swoim starszeństwie w korpusie oficerów piechoty (starszeństwo z dnia 1 lipca 1923 r.). Znajdował się wówczas w ewidencji PKU Sambor i przynależał do Oficerskiej Kadry Okręgowej Nr X (przewidziany był do użycia w czasie wojny). W roku 1935 został urzędnikiem w Szefostwie Budownictwa Okręgu Korpusu Nr V we Lwowie. Od września 1933 r. mieszkał w Tarnopolu przy ulicy 3-go Maja 6, a z dniem 1 września 1937 r. zamieszkał we Lwowie przy ulicy Sierpowej 14.
Po wybuchu II wojny światowej i agresji ZSRR na Polskę z 17 września 1939 r., został aresztowany we Lwowie przez NKWD w dniu 10 grudnia 1939 r. W marcu 1940 r. został wywieziony i przetransportowany do więzienia przy ulicy Karolenkiwskiej 17 w Kijowie. Tam, wiosną 1940 roku, został zamordowany przez sowieckich oprawców. Nazwisko majora Mikołaja Świderskiego znajduje się na tzw. „liście Cwietuchina”, sporządzonej przez naczelnika 1 Wydziału Specjalnego NKWD Ukraińskiej SRR - starszego lejtnanta bezpieczeństwa państwowego Fiodora Cwietuchina. Na tejże liście wykazany został pod numerem 2605 (lista wywózkowa 55/4-40). Ofiary tej zbrodni zostały pochowane na otwartym w 2012 roku Polskim Cmentarzu Wojennym w Kijowie-Bykowni.
Mikołaj Świderski był żonaty i miał syna Witolda - urodzonego w dniu 8 lipca 1924 roku. 

## Ordery i odznaczenia
- Krzyż Srebrny Orderu Wojskowego Virtuti Militari nr 4617 - nadany dekretem Wodza Naczelnego z 1921 r. (dekret L. 3420)[37]
- Krzyż Walecznych - nadany rozkazem Ministra Spraw Wojskowych z 1921 r. (rozkaz L. 2142)[38]
- Złoty Krzyż Zasługi (25 maja 1939)[39]
- Medal Pamiątkowy za Wojnę 1918–1921[40]
- Medal Dziesięciolecia Odzyskanej Niepodległości[40]